# Macédonien
« Prononciation du macédonien » redirige ici. Vous pouvez créer un article séparé sur ce sujet.
Cet article concerne la langue slave parlée aujourd'hui en Macédoine du Nord. Pour la langue parlée dans l'Antiquité au royaume de Macédoine, voir ancien macédonien. Pour les autres significations, voir Macédonien (homonymie).
 (septembre 2022).
Si vous disposez d'ouvrages ou d'articles de référence ou si vous connaissez des sites web de qualité traitant du thème abordé ici, merci de compléter l'article en donnant les références utiles à sa vérifiabilité et en les liant à la section « Notes et références ».
Le macédonien (македонски, makedonski) est une langue indo-européenne de la famille des langues slaves méridionales. Le macédonien est étroitement lié au bulgare. Les deux langues sont issues de l'évolution du vieux-slave ; les dialectes macédoniens étaient généralement considérés comme faisant partie du bulgare jusqu'en 1945, date à laquelle une langue macédonienne fut codifiée.
La langue n'a pas de lien avec l'ancien macédonien, langue hellénique utilisée au sein de la Macédoine antique, mis à part le fait qu'elles font toutes deux partie de la famille des langues indo-européennes.
Le macédonien est depuis 1991 la langue officielle de la Macédoine du Nord, où il compte deux millions de locuteurs. Il était l'une des langues officielles de la Yougoslavie de 1945 à 1991.
Le macédonien est également parlé en Grèce du nord-ouest, en Albanie orientale, ainsi que par une diaspora importante installée en Europe de l'Ouest, en Amérique du Nord et en Australie. Il possède le statut de langue minoritaire en Albanie et en Serbie mais pas en Grèce. En Grèce, il est généralement appelé « slavo-macédonien », tandis qu'en Bulgarie, il est généralement considéré comme un parler bulgare.
Le macédonien s'écrit avec l'alphabet macédonien, une variante de l'alphabet cyrillique.

## Classification
Le macédonien appartient à la sous-branche orientale du groupe slave méridional, elle-même branche du groupe des langues slaves, qui fait partie des langues indo-européennes. L'autre langue la plus proche du macédonien est le bulgare, qui possède le plus haut niveau d'intelligibilité. Avant leur codification en 1945, les dialectes macédoniens étaient généralement considérés comme faisant partie du bulgare,,. Le débat sur l'appartenance du macédonien au bulgare est toujours d'actualité, mais un tel point de vue est connoté, sujet à une controverse plus politique que linguistique, puisque toutes les langues slaves méridionales forment une continuité de dialectes qui s'étend de la Bulgarie à la Slovénie. D'un point de vue sociolinguistique, le macédonien peut donc être considérée comme une langue Ausbau issue de dialectes slaves sud-orientaux (en),.
Le macédonien fait également partie de l'union linguistique balkanique, groupe de langues qui partagent des ressemblances de grammaire, de type et de lexique, cela en dehors des différences ethniques. En dehors des langues slaves mentionnées plus haut, cette union comprend le roumain, l'albanais et le grec (le roumain est une langue latine, l'albanais et le grec sont des langues isolées au sein des langues indo-européennes). Le macédonien et le bulgare sont les seules langues slaves à ne plus utiliser de déclinaisons en dehors du vocatif et de quelques rares traces. Ce sont également les seules[réf. nécessaire] langues slaves à avoir des articles définis — classés en trois groupes : non-spécifié, proximal et distal — sous forme de suffixes.

## Répartition géographique
Il y avait 2 022 547 habitants en Macédoine du Nord en 2002, dont 1 644 815 personnes ayant le macédonien pour langue maternelle. Il existe aussi des minorités macédoniennes en dehors de la république, en Albanie, en Grèce et en Serbie. Selon le recensement ethnique albanais de 1989, il y avait alors 4 697 Macédoniens résidant dans le pays.
Beaucoup de Macédoniens vivent en dehors de la Macédoine du Nord, notamment en Australie, au Canada et aux États-Unis. Selon des estimations de 1964, environ 580 000 Macédoniens vivaient alors en dehors de la république, soit presque 30 % de la population totale. La langue macédonienne n'est langue officielle qu'en Macédoine du Nord mais elle est reconnue en tant que langue minoritaire dans des régions d'Albanie, de Roumanie et de Serbie. La langue est enseignée dans quelques universités en France (à l'INALCO), en Australie, au Canada, en Croatie, en Italie, en Russie, en Serbie, aux États-Unis, au Royaume-Uni.

## Nombre de locuteurs

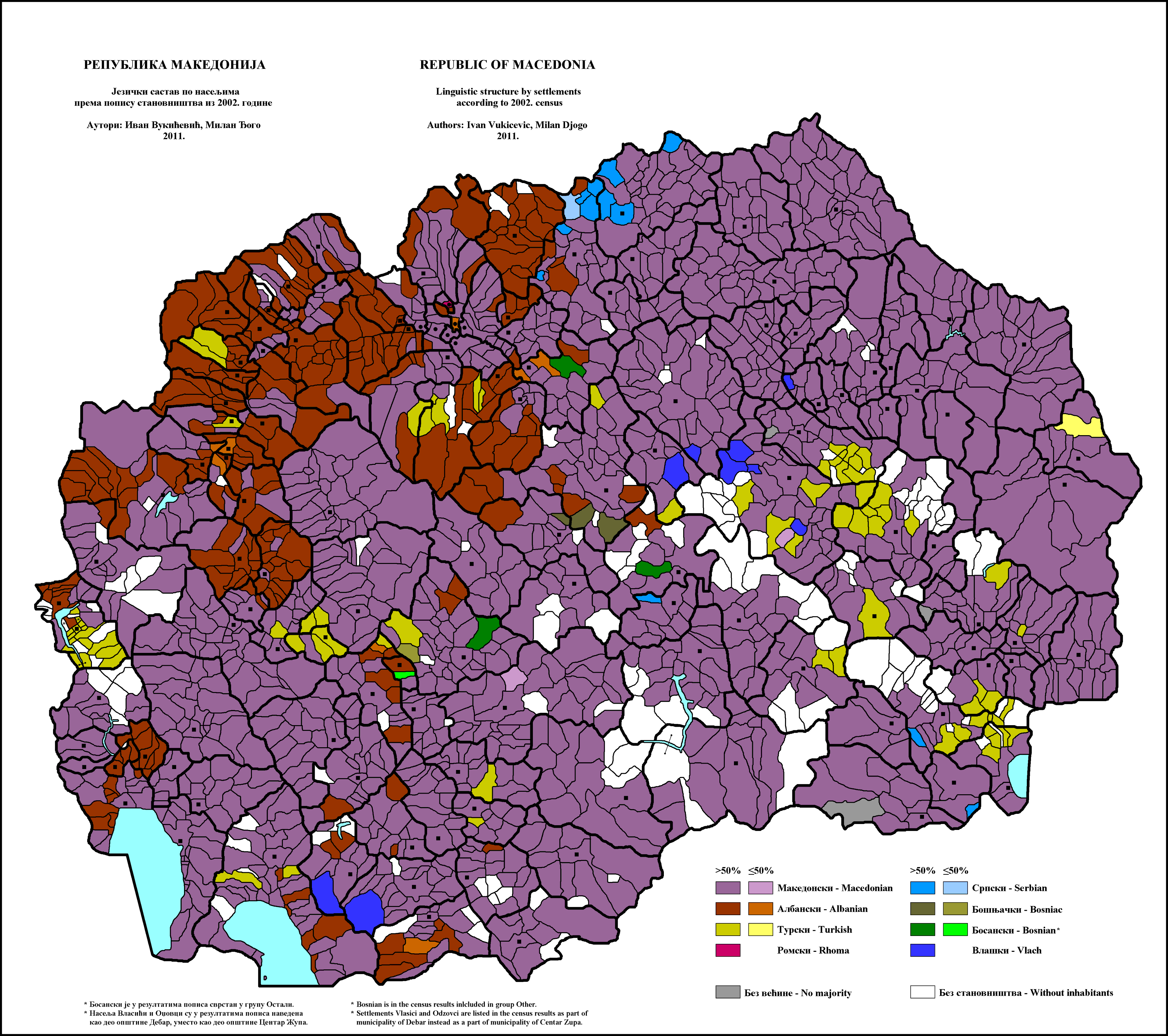
Répartition linguistique en Macédoine du Nord :
Macédonien
Albanais
Turc
Aroumain
Serbe
Inhabité

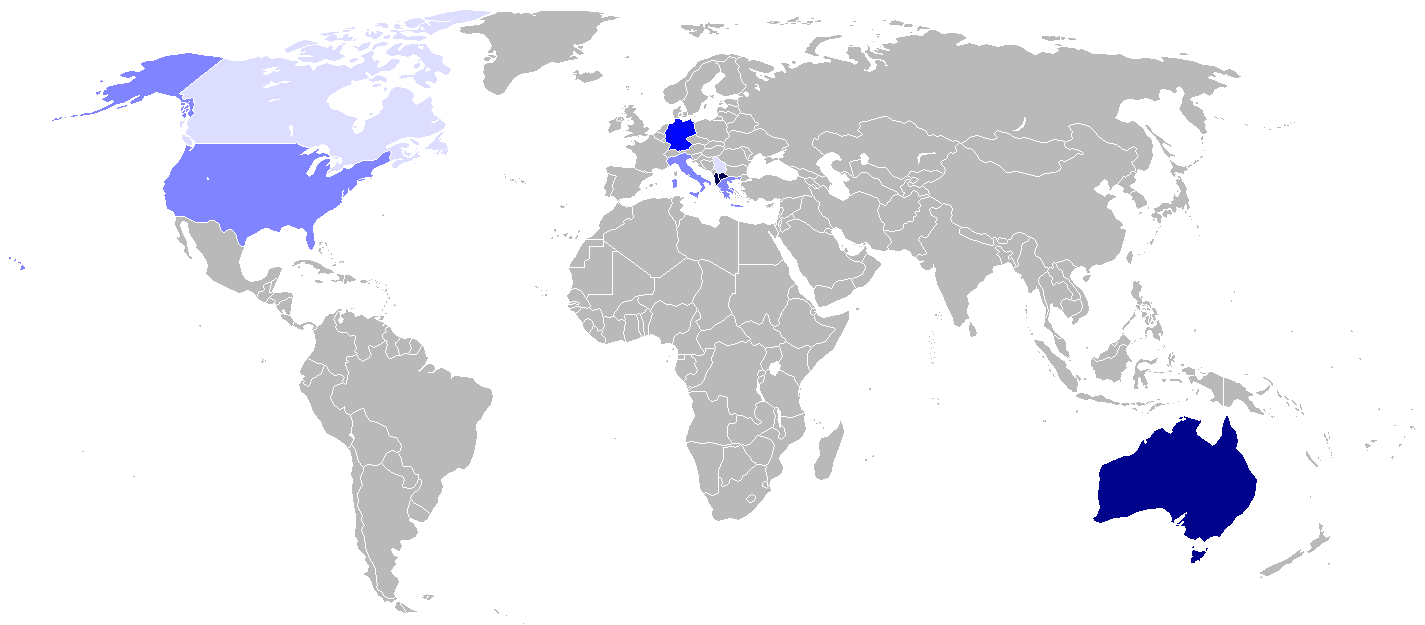
Répartition du macédonien dans le monde

Le nombre total de locuteurs est difficile à connaître, néanmoins, il est estimé entre 2 ou 2,5 millions.
| Pays              | Nombre de locuteurs | Nombre de locuteurs        | Nombre de locuteurs        |
| Pays              | Recensements        | Estimation basse           | Estimation haute           |
| ----------------- | ------------------- | -------------------------- | -------------------------- |
| Macédoine du Nord | 1 344 815           | 1 344 815                  | 2 022 547                  |
| Albanie           |                     | 4 697                      | 30 000                     |
| Bulgarie          | 1 404               | 1 400                      | 1 404                      |
| Grèce             |                     | "difficile à trouver"      | 35 000                     |
| Serbie            | 14 355              | 14 355                     |                            |
| Reste des Balkans |                     | 15 939                     |                            |
| Canada            | 18 440              | 18 440                     | 150 000                    |
| Australie         | 72 000              | 72 000                     | 200 000                    |
| Allemagne         |                     | 62 295                     | 85 000                     |
| Italie            |                     | 50 000                     | 74 162                     |
| États-Unis        |                     | 45 000                     | 200 000                    |
| Suisse            |                     | 6 415                      | 60 116                     |
| Reste du monde    |                     | 101 600                    | 110 000                    |
| Total             |                     | 2 289 904 [réf. souhaitée] | 4 100 000 [réf. souhaitée] |

## Dialectes
- Bas-Polog
- Tsrna Gora
- Koumanovo/Kratovo

- Central
- Haut-Polog
- Reka
- Mala Reka/Galitchnik
- Debar
- Drimkol/Golo Brdo
- Vevtchani/Radοjda
- Haut-Prespa/Ohrid
- Bas-Prespa

- Mariovo/Tikvech
- Chtip/Stroumitsa
- Malechevo/Pirin

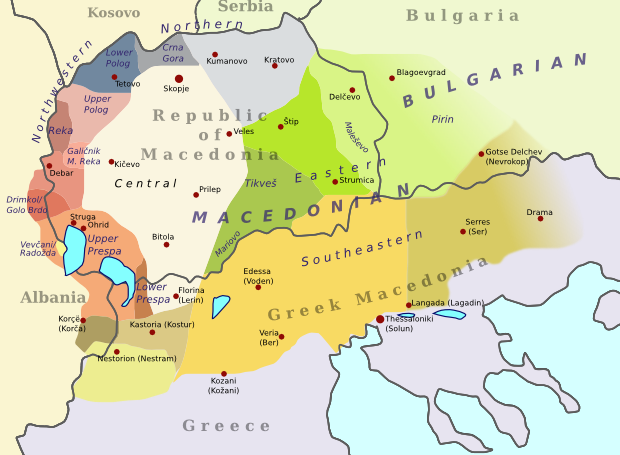
Répartition des dialectes du macédonien :
Nord
Bas-Polog
Tsrna Gora
Koumanovo/Kratovo
Ouest/Nord-Ouest
Central
Haut-Polog
Reka
Mala Reka/Galitchnik
Debar
Drimkol/Golo Brdo
Vevtchani/Radοjda
Haut-Prespa/Ohrid
Bas-Prespa
Est
Mariovo/Tikvech
Chtip/Stroumitsa
Malechevo/Pirin
Sud-Est
Kortcha
Kostour
Nestram
Thessalonique/Édesse
Ser/Drama

Les nombreux dialectes macédoniens peuvent être divisés en deux groupes, l'un occidental et l'autre oriental, la frontière approximative entre les deux partant de Skopje et descendant à travers le pays en suivant le fleuve Vardar. Les dialectes peuvent aussi être distingués grâce à des différences vocales, comme des voyelles réduites, des consonnes vocaliques et le son nasal * ǫ. Ces distinctions permettent de distinguer cinq groupes :
Dialectes occidentaux :
- Groupe Ohrid-Prespa
  - dialecte d'Ohrid
  - dialecte de Struga
  - dialecte de Vevtchani-Radojda
  - dialecte du Haut-Prespa
  - dialecte du Bas-Prespa
- Groupe de Debar
  - dialecte de Debar
  - dialecte de la Reka
  - dialecte du Drimkol-Golo Brdo
  - dialecte de Galitchnik
  - dialecte de la Skopska Tsrna Gora
  - dialecte de la Gora
- Groupe du Polog
  - dialecte du Haut-Polog
  - dialecte du Bas-Polog
  - dialecte de Prilep-Bitola
  - dialecte de Kitchevo-Porétché
  - dialecte de Skopje-Vélès
- Groupe de Kastoria-Kortcha
  - dialecte de Kortcha
  - dialecte de Kastoria
  - dialecte de Nestram-Kostenar

Dialectes orientaux :
- Groupe septentrional
  - dialecte de Koumanovo
  - dialecte de Kratovo
  - dialecte de Kriva Palanka
  - dialecte de l'Ovtché Polé
- Groupe oriental
  - dialecte de Chtip-Kotchani
  - dialecte de Stroumitsa
  - Dialecte du Tikvech-Mariovo
  - Dialecte de Malechevo-Pirin
  - Dialecte de Thessalonique-Édesse
  - Dialecte de Ser-Drama-Lagadin-Nevrokop

## Phonologie
|         | antérieure | centrale | postérieure |
| ------- | ---------- | -------- | ----------- |
| fermée  | и /i/      |          | у /u/       |
| moyenne | е /ɛ/      |          | о /ɔ/       |
| ouverte |            | а /a/    |             |

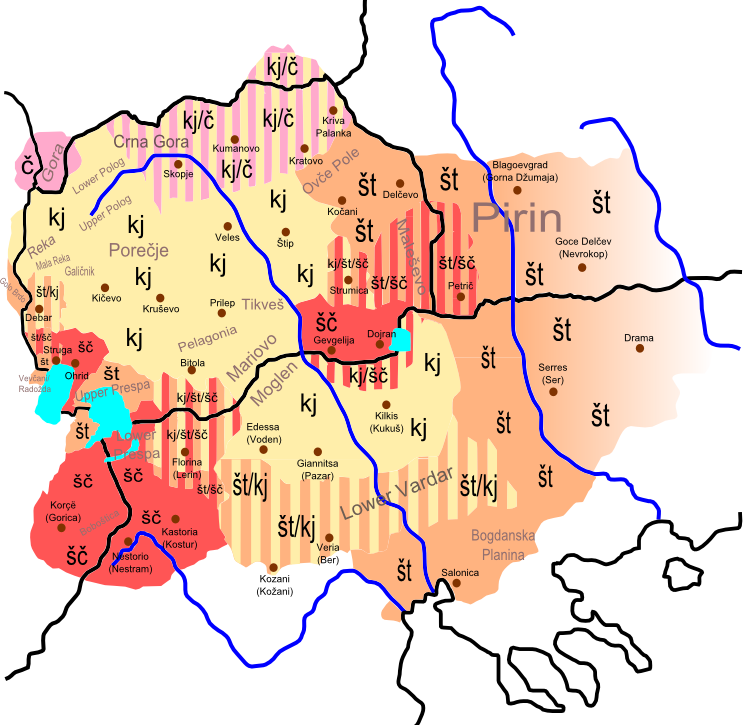
Évolution de la consonne occlusive palatale sourde (notée kj), selon les dialectes, en tch, cht ou encore chtch.

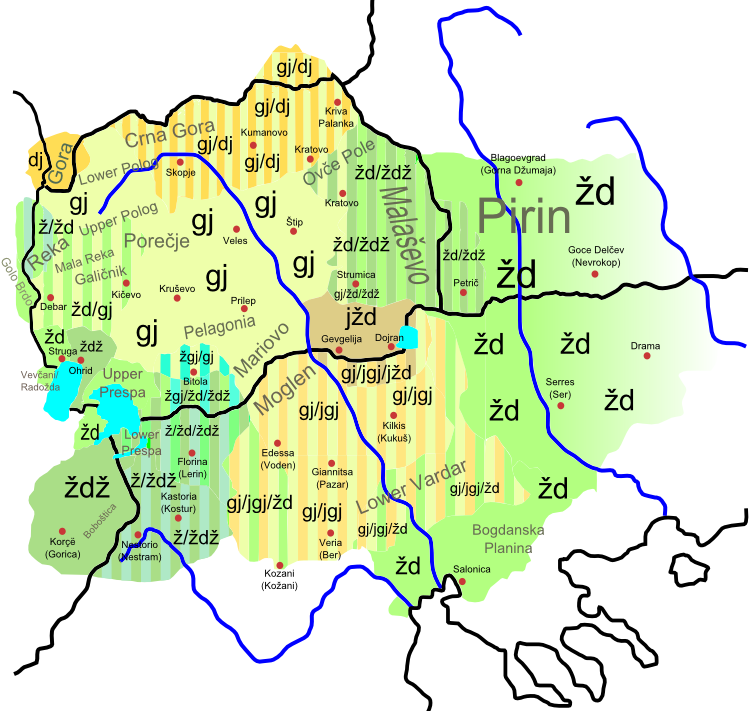
Évolution de la consonne occlusive palatale voisée (notée gj), selon les dialectes, en dj, jd ou encore jdj.

Le schwa [ə] apparaît dans certains dialectes et est utilisé en macédonien standard dans quelques mots. Il est retranscrit à l'écrit par une apostrophe (exemple « к'на » ['kəna], henné).
|           | Bilabiale | Bilabiale | Labio- Dentale | Labio- Dentale | Dentale | Dentale | Alvéolaire | Alvéolaire | Post- Alvéolaire | Post- Alvéolaire | Palatale | Palatale | Vélaire | Vélaire |
| --------- | --------- | --------- | -------------- | -------------- | ------- | ------- | ---------- | ---------- | ---------------- | ---------------- | -------- | -------- | ------- | ------- |
| Nasale    | m         | m         |                |                | n       | n       |            |            |                  |                  | ɲ        | ɲ        |         |         |
| Occlusive | p         | b         |                |                | t       | d       |            |            |                  |                  | c        | ɟ        | k       | ɡ       |
| affriquée |           |           |                |                | t͡s      | d͡z      |            |            | t͡ʃ               | d͡ʒ               |          |          |         |         |
| Fricative |           |           | f              | v              | s       | z       |            |            | ʃ                | ʒ                |          |          | x       | x       |
| Spirante  |           |           |                |                |         |         |            |            |                  |                  | j        | j        |         |         |
| Roulée    |           |           |                |                |         |         | r          | r          |                  |                  |          |          |         |         |
| Latérale  |           |           |                |                | ɫ       | ɫ       | l          | l          |                  |                  |          |          |         |         |

Toutes les voyelles ainsi que la plupart des consonnes sont similaires à des phonèmes utilisés en français ainsi que dans les autres langues slaves balkaniques comme le serbe et la bulgare. Les sons particuliers au macédonien sont la consonne occlusive palatale sourde et consonne occlusive palatale voisée. La première, [c], est notée « ќ » en alphabet macédonien et transcrite « ḱ », « kj » ou « ky » et ressemble au qui de quiétude. La seconde, [ɟ] est notée « ѓ » en alphabet macédonien et transcrite « ǵ » ou « gj » et se prononce comme ghi dans l'italien ghianda.
Dans les mots où le « r » est suivi par d'autres consonnes, celui-ci devient syllabique (exemple : « крст », krst, croix, prononcé approximativement « keurst »).
L'accent tonique est antépénultième, c'est-à-dire qu'il se place sur l'avant-avant-dernière syllabe d'un mot. Sur les mots de moins de trois syllabes, il se place sur la première syllabe. En bulgare ou en serbe, l'accent n'est pas soumis à une règle aussi stricte et peut tomber sur n'importe quelle syllabe, et, dans le cas du serbe, être différent en puissance et en durée.

## Grammaire

### Articles
La grammaire macédonienne est plus analytique que celle des autres langues slaves, puisqu'elle a perdu le système habituel des cas. Afin de pallier cette absence, le macédonien possède plusieurs particularités dont certaines n'existent que dans cette langue. C'est par exemple la seule langue slave à avoir trois formes d'article défini, dont le choix se fait en fonction de la proximité de celui qui parle par rapport à ce dont il parle. Cet article ne forme pas un mot à part entière, il apparaît comme un suffixe.
| Les articles définis | Les articles définis | Les articles définis | Les articles définis | Les articles définis | Les articles définis | Les articles définis |
|                      | Singulier            | Singulier            | Singulier            | Pluriel              | Pluriel              | Pluriel              |
| Masculin             | Féminin              | Neutre               | Masculin             | Féminin              | Neutre               |                      |
| -------------------- | -------------------- | -------------------- | -------------------- | -------------------- | -------------------- | -------------------- |
| Non spécifié         | -от                  | -та                  | -то                  | -те                  | -те                  | -та                  |
| Proche               | -ов                  | -ва                  | -во                  | -ве                  | -ве                  | -ва                  |
| Distant              | -он                  | -на                  | -но                  | -не                  | -не                  | -на                  |

Exemples :
- Јас го видов човекот. (J'ai vu l'homme. Article non spécifié, car l'« homme » en question est connu de celui qui parle et de celui qui écoute)
- Јас го видов човеков. (J'ai vu cet homme-ci. L'objet est proche de celui qui parle et celui qui écoute)
- Јас го видов човекон. (J'ai vu cet homme-là. L'objet est distant de celui qui parle et celui qui écoute)

### Adjectifs et genres
Les adjectifs s'accordent en genre et en nombre selon le nom qu'ils définissent. Ils se placent généralement avant le nom. Lorsqu'un nom possède un adjectif, c'est ce dernier qui porte l'article, et s'il y a un pronom possessif, ce sera toujours lui qui portera l'article. Il existe en macédonien trois genres, le masculin, repérable par une termination du nom en consonne, le féminin, avec une terminaison en -a et le neutre, avec une terminaison en -o. Il existe toutefois des exceptions, et des mots masculins peuvent aussi finir en -a, -o ou -e, des mots féminins finir en consonne et des mots neutres finir en voyelle. Au pluriel, le masculin et le féminin reçoivent une terminaison en -i, et le neutre une terminaison en -a.
Exemples de phrases avec des adjectifs (et des articles) :
- Јас имам една мала сестра. J'ai une petite sœur.
- Ова е малата мачка. Voici le petit chat.
- Ова се моите мали мачки. Voici mes petits chats.
- Ова е мојот мал син. Voici mon petit-fils.
- Oва е малата девојка. Voici la petite jeune fille.

### Comparaison
Les adjectifs ont trois degrés de comparaison, le positif, le comparatif et le superlatif. Ces degrés s'expriment grâce à des préfixes particuliers.
| Positif       | Comparatif           | Superlatif               |
| ------------- | -------------------- | ------------------------ |
| тежок (lourd) | потежок (plus lourd) | најтежок (le plus lourd) |
| долг (long)   | подолг (plus long)   | најдолг (le plus long)   |

L'adjectif многу (beaucoup) est le seul à avoir un comparatif irrégulier.
| Positif          | Comparatif    | Superlatif         |
| ---------------- | ------------- | ------------------ |
| многу (beaucoup) | повеќе (plus) | најмногу (le plus) |

### Vocatif
Le macédonien, bien que dépourvu de cas, a conservé le vocatif, la déclinaison qui permet d'interpeller quelqu'un ou quelque chose. Il suffit d'ajouter en suffixe –o (pour les noms féminins), –u (pour les noms masculins monosyllabiques) et –e (pour les autres noms masculins) ; le neutre garde sa forme nominative. Exemple : Katerina devient Katerino ! et Zoran devient Zorane !.

### Pronoms
Les pronoms macédoniens déclinent selon leur valeur dans la phrase. Un pronom peut être sujet (ex. јас 'je'), objet direct (него 'lui'), ou indirect (од неа 'd'elle').
| Types de pronoms                     | Exemples                                                                                       |
| ------------------------------------ | ---------------------------------------------------------------------------------------------- |
| Pronom démonstratif                  | ова (ceci), она (cela), тоа (ça)                                                               |
| Pronom indéfini                      | некој (quelqu'un), нешто (quelque chose)                                                       |
| Pronom interrogatif                  | кој (qui), кого/кому (à qui/de qui), што (quoi)                                                |
| Pronom personnel                     | јас (je), ти (tu), тој (il), таа (elle), тоа (pronom neutre), ние (nous)                       |
| Pronom possessif                     | мој (mon), твој (ton), нејзин (son (pour une femme)), негов (son (pour un homme)), наш (notre) |
| Pronom relatif                       | кој, којшто (lequel), што (ça), чиј/чијшто (à qui)                                             |
| Pronom réfléchi et pronom réciproque | себе (lui/elle-même), се ((soi)-même)                                                          |
| Pronom indéfini                      | сите (tout), секој (tout le monde, chacun), сешто (tout(es les choses)), секаде (partout)      |

### Conjugaison
Le macédonien se distingue par un système de conjugaison très complexe caractérisé par l'absence d'infinitifs et par des paramètres : le temps, l'humeur, la personne, le type, la transitivité, la voix, le genre et le nombre. Bien qu'il n'y ait pas d'infinitif, les verbes sont classés en trois groupes, selon leur terminaison (ou leur dernière voyelle) au présent de l'indicatif à la troisième personne du singulier. Il y a le groupe en -a, en -e et en -i.
| Temps simples | Temps complexes |
| --- | --- |
| - Présent - Сегашно време - Imparfait (Temps passé défini incomplet) - Минато определено несвршено време - Aoriste (Temps passé défini complet) - Минато определено свршено време - Impératif - Заповеден начин - Forme verbale en L (participe passé) - Глаголска л-форма - Adjectif verbal - Глаголска придавка - Nom verbal - Глаголска именка - Adverbe verbal - Глаголски прилог | - Perfectif de verbes imperfectifs (Temps passé indéfini incomplet) - Минато неопределено несвршено време - Parfait (Temps passé indéfini complet) - Минато неопределено свршено време - Plus-que-parfait - Предминато време - Futur simple - Идно време - Futur antérieur - Минато-идно време - Futur parfait - Минато прекажано - Humeur potentielle - Можен начин - Construction achevée - Има-конструкција - En construction - Сум-конструкција - À construire - Да-конструкција |

#### Présent
Le présent sert à exprimer une action en train de se dérouler ou qui s'étend en partie sur le temps de parole (ce dernier point s'exprime par l'usage de verbes imperfectifs). Il exprime aussi la vérité générale, l'habitude ou un évènement futur, par exemple ce que le locuteur est prêt à faire au moment où il parle. Les verbes perfectifs peuvent aussi être utilisés pour le présent mais ils expriment plutôt un futur antérieur.
Le présent se forme en ajoutant un suffixe à la racine du verbe. Les tableaux suivants présentent les suffixes les plus courants et des exemples pour chaque groupe.
|    | singulier | pluriel   |
| -- | --------- | --------- |
| 1. | − м − m   | − ме − me |
| 2. | − ш − š   | − те − te |
| 3. | ∅         | − ат − at |

|                                      | Groupe en -a гледа (voir) | Groupe en -i носи (porter) | Groupe en -e јаде (manger) |
| ------------------------------------ | ------------------------- | -------------------------- | -------------------------- |
| Јас Je                               | гледам gledam             | носам nosam                | јадам jadam                |
| Ти Tu                                | гледаш gledaš             | носиш nosiš                | јадеш jadeš                |
| Тој, таа, тоа Il, elle, forme neutre | гледа gleda               | носи nosi                  | јаде jade                  |
| Ние Nous                             | гледаме gledame           | носиме nosime              | јадеме jademe              |
| Вие Vous                             | гледате gledate           | носите nosite              | јадете jadete              |
| Тие Ils, elles, forme neutre         | гледаат gledaat           | носат nosat                | јадат jadat                |

#### Imparfait
L'Imparfait sert à exprimer des actions passées dont celui qui parle est témoin ou auxquelles il a participé ou à exprimer la politesse lorsque l'on demande quelque chose. Ce temps s'exprime avec les verbes imperfectifs, mais les verbes perfectifs peuvent aussi être employés s'ils sont précédés d'une préposition comme ако (ako, si), да (da, pour) or ќе (kje, sera). Lors de l'emploi de verbes perfectifs, il n'y a plus d'expression de témoignage d'action mais une expression d'humeur, de plus-que-parfait ou d'autres aspects perfectifs.
|    | singulier | pluriel                |
| -- | --------- | ---------------------- |
| 1. | − в − v   | − вме − vme            |
| 2. | − ше − še | − вте − vte            |
| 3. | − ше − še | − а / − ja* − a / − ja |

|                                      | Groupe en -a гледа (voir) | Groupe en -i лови (chasser) | Groupe en -e јаде (manger) |
| ------------------------------------ | ------------------------- | --------------------------- | -------------------------- |
| Јас Je                               | гледав gledav             | ловев lovev                 | јадев jadev                |
| Ти Tu                                | гледаше gledaše           | ловеше loveše               | јадеше jadeše              |
| Тој, таа, тоа Il, elle, forme neutre | гледаше gledaše           | ловеше loveše               | јадеше jadeše              |
| Ние Nous                             | гледавме gledavme         | ловевме lovevme             | јадевме jadevme            |
| Вие Vous                             | гледавте gledavte         | ловевте lovevte             | јадевте jadevte            |
| Тие Ils, elles, forme neutre         | гледаа gledaa             | ловеа lovea                 | јадеа jadea                |

#### Aoriste
L'aoriste sert à exprimer des actions passées achevées. Leur durée peut être longue ou courte. Les verbes perfectifs sont les seuls à être utilisés pour ce temps en macédonien standard. Ce temps peut aussi servir à exprimer un futur proche. La difficulté de l'aoriste est le grand nombre de formes de suffixes au sein d'un même groupe de verbes.
|    | singulier | pluriel               |
| -- | --------- | --------------------- |
| 1. | − в − v   | − вме − vme           |
| 2. | ∅         | − вте − vte           |
| 3. | ∅         | − а / − ја − a / − ja |

Note: ∅ indique une absence de terminaison Le suffixe -ja est utilisé pour le groupe en -i et en -e sans voyelle, par exemple izmi - izmija (laver - lavèrent)
|                                      | Groupe en -a прочита (lire) | Groupe en -i Sous-groupe en -i прати (envoyer) | Groupe en -i Sous-groupe en -e оздрави (guérir) | Groupe en -i Sous-groupe en -a издржи (tenir) |
| ------------------------------------ | --------------------------- | ---------------------------------------------- | ----------------------------------------------- | --------------------------------------------- |
| Јас Je                               | прочитав pročitav           | пратив prativ                                  | оздравев ozdravev                               | издржав izdržav                               |
| Ти Tu                                | прочита pročita             | прати prati                                    | оздраве ozdrave                                 | издржа izdrža                                 |
| Тој, таа, тоа Il, elle, forme neutre | прочита pročita             | прати prati                                    | оздраве ozdrave                                 | издржа izdrža                                 |
| Ние Nous                             | прочитавме pročitavme       | пративме prativme                              | оздравевме ozdravevme                           | издржавме izdržavme                           |
| Вие Vous                             | прочитавте pročitavte       | пративте prativte                              | оздравевте ozdravevte                           | издржавте izdržavte                           |
| Тие Ils, elles, forme neutre         | прочитаа pročitaa           | пратија pratija                                | оздравеа ozdravea                               | издржаа izdržaa                               |

|                                      | Groupe en -e Sous-groupe en -a стане (être debout) | Groupe en -e Sous-groupe en -e сотре (essuyer) | Groupe en -e Sous-groupe en -o дојде (venir) | Groupe en -e Sous-groupe sans voyelle измие (nettoyer) |
| ------------------------------------ | -------------------------------------------------- | ---------------------------------------------- | -------------------------------------------- | ------------------------------------------------------ |
| Јас Je                               | станав stanav                                      | сотрев sotrev                                  | дојдов dojdov                                | измив izmiv                                            |
| Ти Tu                                | стана stana                                        | сотре sotre                                    | дојде dojde                                  | изми izmi                                              |
| Тој, таа, тоа Il, elle, forme neutre | стана stana                                        | сотре sotre                                    | дојде dojde                                  | изми izmi                                              |
| Ние Nous                             | станавме stanavme                                  | сотревме sotrevme                              | дојдовме dojdovme                            | измивме izmivme                                        |
| Вие Vous                             | станавте stanavte                                  | сотревте sotrevte                              | дојдовте dojdovte                            | измивте izmivte                                        |
| Тие Ils, elles, forme neutre         | станаа stanaa                                      | сотреа sotrea                                  | дојдоа dojdoa                                | измија izmija                                          |

#### Présent parfait simple
Le présent parfait simple sert à exprimer des actions passées qui ont des répercussions actuelles. Il est formé avec les formes du présent du verbe être et la forme en L du verbe en question (participe passé). Le verbe être n'est toutefois pas utilisé pour la troisième personne du singulier. Voici un exemple de conjugaison avec le verbe прочита (lire) :
|    | singulier                                                                         | pluriel                             |
| -- | --------------------------------------------------------------------------------- | ----------------------------------- |
| 1. | Јас сум прочитал Jas sum pročital                                                 | Ние сме прочитале Nie sme pročitale |
| 2. | Ти си прочитал Ti si pročital                                                     | Вие сте прочитале Vie ste pročitale |
| 3. | Тој прочитал Toj pročital Таа прочитала Taa pročitala Тоa прочиталo Toа pročitalо | Тие прочитале Tie pročitale         |

#### Présent parfait continu
Le présent parfait continu se forme comme le présent parfait simple sauf que le verbe est dans sa forme imperfective. Voici un exemple de conjugaison avec le verbe прочита (lire) :
|    | singulier                                                       | pluriel                       |
| -- | --------------------------------------------------------------- | ----------------------------- |
| 1. | Јас сум читал Jas sum čital                                     | Ние сме читале Nie sme čitale |
| 2. | Ти си читал Ti si čital                                         | Вие сте читале Vie ste čitale |
| 3. | Тој читал Toj čital Таа читала Taa čitala Тоa читалo Toа čitalо | Тие читале Tie čitale         |

#### Futur
Le futur se forme en ajoutant le clitique ќе (romanisé en kje, ḱe ou kyé) devant le verbe au présent. Ce clitique n'est toutefois pas utilisé dans la forme négative en нема да (nema + da). Il peut signifier des actions futures, des ordres, des actions passées qui auront des répercussions dans le futur et des probabilités.
|                                      | игра (igra, jouer) affirmatif | носи (nosi, apporter) négation en « ne » | везе (veze, broder) négation en « nema da » |
| ------------------------------------ | ----------------------------- | ---------------------------------------- | ------------------------------------------- |
| Јас Je                               | ќе играм ḱe igram             | не ќе носам ne ḱe nosam                  | нема да везам nema da vezam                 |
| Ти Tu                                | ќе играш ḱe igraš             | не ќе носиш ne ḱe nosiš                  | нема да везеш nema da vezeš                 |
| Тој, таа, тоа Il, elle, forme neutre | ќе игра ḱe igra               | не ќе носи ne ḱe nosi                    | нема да везе nema da veze                   |
| Ние Nous                             | ќе играме ḱe igrame           | не ќе носиме ne ḱe nosime                | нема да веземе nema da vezeme               |
| Вие Vous                             | ќе играте ḱe igrate           | не ќе носите ne ḱe nosite                | нема да везете nema da vezete               |
| Тие Ils, elles, forme neutre         | ќе играат ḱe igraat           | не ќе носат ne ḱe nosat                  | нема да везат nema da vezat                 |

#### Futur antérieur
Le futur antérieur se forme comme le futur, sauf que le verbe est au passé. Voici un exemple avec la troisième personne du singulier :
| ќе       | доjдеше      |
| ḱe       | dojdeše      |
| clitique | Il sera venu |

## Vocabulaire
Le macédonien possède un vocabulaire très similaire à ceux du serbe et du bulgare. Le turc ottoman, et plus récemment l'anglais sont aussi des sources d'emprunt importantes. Le macédonien a aussi fait beaucoup d'emprunts aux deux langues de prestige que sont le vieux-slave liturgique et le russe. La relation entre le vieux-slave et le macédonien est similaire à celle entre le latin médiéval et les langues romanes.
Lors du processus de standardisation, lancé après la Seconde Guerre mondiale, un soin particulier fut pris pour purifier le vocabulaire. Beaucoup de mots issus du serbe ou du bulgare furent ainsi rejetés au profit de mots archaïques ou issus de dialectes. La standardisation avait également pour but le rapprochement des langues écrite et parlée. Des mots russes, introduits par des écrivains macédoniens du XIXe siècle, furent ainsi rapprochés des standards serbo-croates et coïncident mieux avec le parler populaire. Par exemple, количество (qui signifie quantité, montant en russe), fut transformé en количина. Ces changements eurent aussi pour résultat l'éloignement du bulgare, qui lui a gardé ses mots russes.
Exemples :
| Français      | Macédonien        | Prononciation française |
| ------------- | ----------------- | ----------------------- |
| terre         | земја             | zémya                   |
| ciel          | небо              | nébo                    |
| eau           | вода              | voda                    |
| feu           | оган              | ogan                    |
| homme         | маж               | maj                     |
| femme         | жена              | jéna                    |
| manger        | јаде (тој јаде)   | yadé                    |
| boire         | пиe (тој пиe)     | pié                     |
| grand         | голем             | golem                   |
| petit         | мал               | mal                     |
| nuit          | ноќ               | nok(y)                  |
| jour          | ден               | den                     |
| travail       | работа            | rabota                  |
| sourire       | насмевка          | nasmevka                |
| nourriture    | храна             | hrana                   |
| signe         | знак              | znak                    |
| signification | значење           | znatchényé              |
| lapin         | зајак             | zayak                   |
| signifier     | значи (тој значи) | znatchi                 |
| hiver         | зима              | zima                    |
| père          | татко             | tatko                   |
| fromage       | сирење            | sirenyé                 |

## Système d'écriture

### Alphabet macédonien
L'alphabet macédonien moderne fut développé par des linguistes après la Seconde Guerre mondiale. Ces linguistes s'appuyèrent beaucoup sur l'alphabet cyrillique serbe, créé par Vuk Stefanović Karadžić au XIXe siècle et sur le système utilisé par l'écrivain macédonien de la même époque Krste Misirkov. Auparavant, le macédonien était écrit en cyrillique primitif puis en cyrillique bulgare ou serbe, avec des adaptations locales. L'orthographe macédonienne est très simple étant un orthographe phonétique. Ainsi, chaque lettre équivaut à un son unique. De rares exceptions existent toutefois.
Le tableau suivant présente l'alphabet macédonien avec la correspondance en alphabet phonétique international de chaque lettre.
| Cyrillique API | А а /a/ | Б б /b/ | В в /v/      | Г г /ɡ/       | Д д /d/ | Ѓ ѓ /ɟ/  | Е е /ɛ/  | Ж ж /ʒ/  | З з /z/ | Ѕ ѕ /dz/ | И и /i/ |
| Cyrillique API | Ј ј /j/ | К к /k/ | Л л /l/, /ɫ/ | Љ љ /lj/, /l/ | М м /m/ | Н н /n/  | Њ њ /ɲ/  | О о /ɔ/  | П п /p/ | Р р /r/  | С с /s/ |
| Cyrillique API | Т т /t/ | Ќ ќ /c/ | У у /u/      | Ф ф /f/       | Х х /x/ | Ц ц /ts/ | Ч ч /tʃ/ | Џ џ /dʒ/ | Ш ш /ʃ/ |          |         |

Il existe également un équivalent en cursives :

### Translittération du macédonien
Toutes les langues qui s'écrivent en cyrillique posent des problèmes de translittération en alphabet latin. Le russe, par exemple, suit différents systèmes selon les langues cibles. En français, on translittère Шостакович en Chostakovitch mais également Schostakowitsch en allemand, Shostakovich en anglais, Sosztakovics en hongrois, Sjostakovitj en suédois, Xostacóvitx en catalan ou encore Šostakovič en tchèque, respectant ainsi les règles de prononciation de chaque langue.
Le serbe, au contraire, possède son propre système utilisé quelle que soit la langue ciblée, pourvu qu'elle s'écrive en alphabet latin. Cette particularité vient de la proximité linguistique et historique que le serbe possède avec le croate, qui s'écrit en alphabet latin. Au cours du XXe siècle, l'usage de l'alphabet latin s'est d'ailleurs largement répandu en Serbie et de nombreux journaux serbes n'utilisent aujourd'hui plus que l'alphabet latin. La translittération serbe transcrit par exemple le nom de ville Крагујевац en Kragujevac et on ne verra jamais en latin la graphie Kragouyevats.
Lorsque la Macédoine du Nord était yougoslave, l'usage de la transcription à la serbe s'est largement répandu pour le macédonien. Ainsi, Скопје fut toujours transcrit en Skopje, et non en Skopié. La translittération serbe a toutefois ses limites, puisqu'elle est souvent difficile à lire par les étrangers et induit donc des erreurs de prononciation. De plus, l'alphabet macédonien possède deux lettres, Ќ et Ѓ, qui n'ont pas de translittération serbe et sont donc transcrites par Kj et Gj ou ḱ et ǵ.
En Bulgarie, les systèmes russe et serbe sont utilisés invariablement, bien qu'un système de translittération officiel ait été adopté. Ce système suit la translittération du russe par les anglophones, écrivant par exemple Dobrich à la place de Добрич (les francophones écrivent Dobritch).